# James Wilkinson (velejador)
James Wilkinson (28 de fevereiro de 1951) é um velejador irlandês, medalhista olímpico. Ele competiu nos Jogos Olímpicos de Verão de 1980 na classe Flying Dutchman e conquistou a medalha de prata, ao lado de David Wilkins.
Wilkinson estudou matemática no Trinity College Dublin.